# Полоса прорыва
Полоса прорыва или участок прорыва — военный термин, обозначающий участок оборонительной линии противника, выделенный войсковому соединению или объединению в пределах которого происходит сосредоточение основных усилий войсковых частей, направленных на прорыв вражеской обороны.
Исходя из опыта боевых действий завершающего этапа Великой Отечественной войны ширина полосы прорыва для фронта составляла 20—30 км (составляя суммарную ширину 1—3-х участков), для армии — 6—14 км, для корпуса — 4—6 км, для дивизии — 2—3 км на главном направлении, а на вспомогательном — 5—6 км. Во многих случаях ширина участка прорыва корпуса или дивизии могла совпадать с шириной полосы наступления. При этом, в трёхкилометровой полосе наступления дивизии тактическая плотность на один километр фронта составляла 3 стрелковых батальона